# Sint-Theresiakerk (Ekeren)

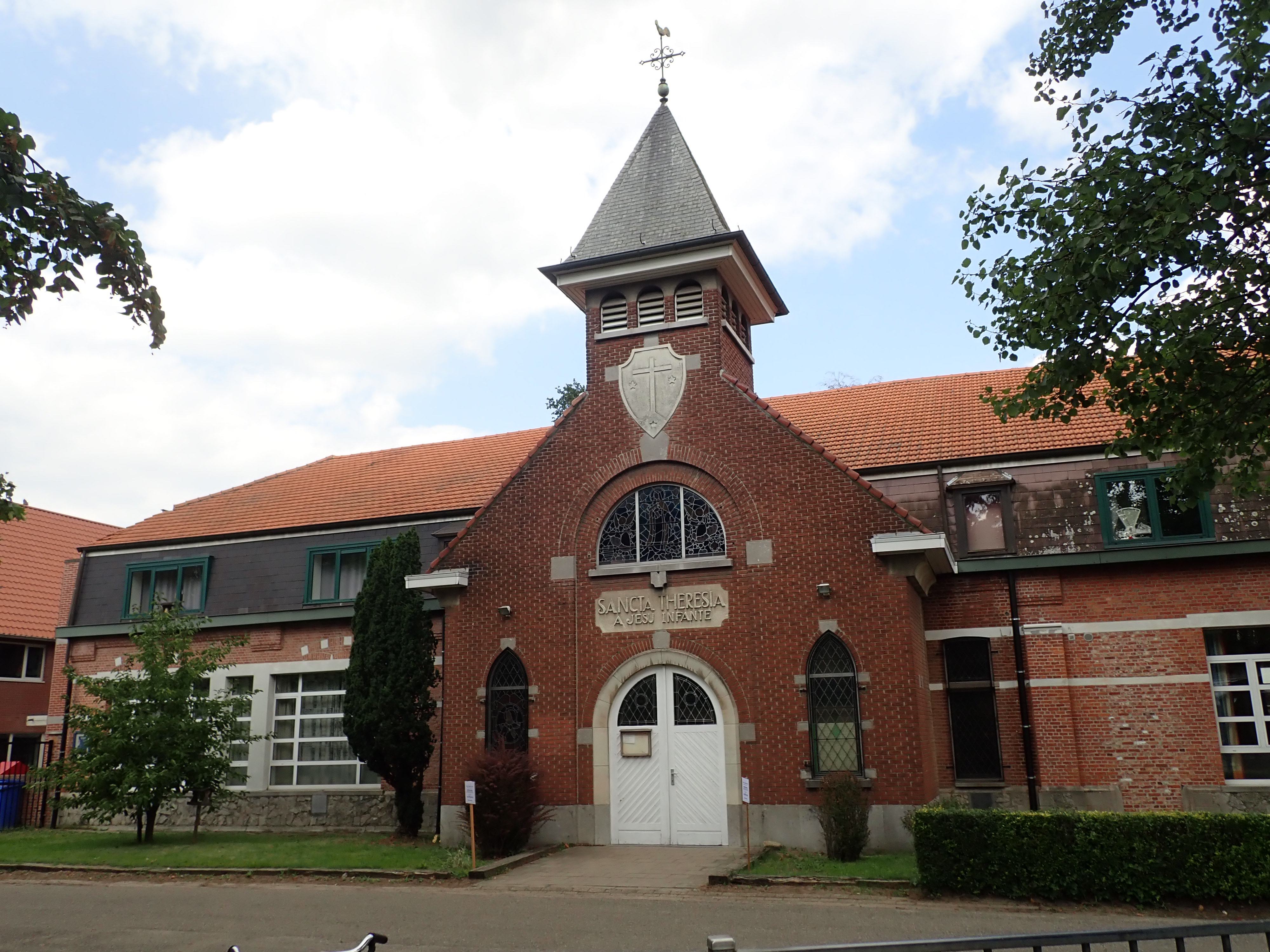

De Sint-Theresiakerk is een kerkgebouw in de tot de gemeente Antwerpen behorende plaats Ekeren, gelegen aan Waterstraat 18.
Oorspronkelijk waren dit stallen van een naastgelegen villa, en in 1927 werden deze tot woningen omgebouwd. Tijdens de Tweede Wereldoorlog was dit een weeshuis en in 1947 werd het een basisschool en er werd een kerkje dwars op het complex gebouwd, waar vanaf 1948 missen in werden opgedragen.
Het kerkje bezit een 17e-eeuws beeld van Maria met Kind, en ook enig 19e-eeuws beeldhouwwerk.